# Ain't No Sunshine
Ain't No Sunshine é uma canção de Bill Withers de seu álbum Just As I Am, de 1971. A canção foi produzida por Booker T. Jones e foi lançada como single em setembro de 1971. Tornou-se um grande sucesso para Withers, atingindo a posição 3 na Billboard Hot 100 e a 6 na Billboard Hot R&B/Hip-Hop Songs. 
A canção foi o primeiro hit de Withers.
"Ain't No Sunshine" é classificada na posição 280 pela revista Rolling Stone no 500 Greatest Songs of All Time (500 melhores canções de todos os tempos). A canção também ganhou o Grammy de Melhor Canção R&B em 1972.

## Lista de músicas
- Lado A :"Ain't No Sunshine"
- Lado B :"Harlem"

## Desempenho nas paradas musicais
| Parada musical (1971)                        | Posição |
| -------------------------------------------- | ------- |
| Estados Unidos - Billboard Hot 100           | 3       |
| Estados Unidos - Billboard R&B/Hip-Hop Songs | 6       |

## Covers
A melhor versão conhecida da música foi feita por Michael Jackson para o seu álbum Got to Be There. Esta simples versão cover não foi muito bem sucedida, porém é considerada uma das melhores músicas de seu primeiro álbum solo. 
Além de Jackson, a canção tem sido regravada por vários outros artistas (pelo menos 144). Alguns são: